# Mr. Madness
Mr. Madness (rodno ime Aleksander Sašo Justin) je slovenski hardcore/gabber producent i DJ.
Svoju djelatnost je započeo 1997. sa samo 15 godina kada je prvi put poslušao Thunderdomeovu kompilaciju albuma. Odmah je znao da je to ta glazba koju traži cijeli život, ali nije znao da će ta glazba postati njegovim sastavnim dijelom života. Kasnije se odlučio iskušati kao DJ, što je u to vrijeme bilo teško jer se u Sloveniji nije ni znalo što je to hardcore glazba.
No, posrećilo mu se i dobio je priliku pokazati sebe u malom klubu. To je bio uspjeh, pa je odlučio organizirati vlastite nastupe koji su se isplatili par godina poslije. Pomoću pojedinih dobrih veza, Aleksander je počeo pisati povijest kao prvi slovenski hardcore/gabber DJ koji je nastupao u Austriji, Njemačkoj, Mađarskoj i Nizozemskoj. Njegova glazba je puna energije i tehnički "znam kako"; možete čuti bilo što od darkcorea, industriala, agresivnog mainstreama, oldschoola i čak terrorcorea.
Aleksander je danas sasvim poštovani DJ, koji pridobiva nove obožavatelje na svakom koraku. To je razlog zašto ga zovu kumom hardcore scene u Sloveniji. 2009. počeo je ozbiljnije producirati i danas je 50% vlasnik SEAU Digital Recordsa i ponosni član Hardvolume Recordsa.

## Diskografija
- 2009.: "This Is Madness"
- 2010.: Break The Silence
- 2010.: "Sam Punk - The Return (Mr. Madness Hardcore Remix)"
- 2010.: Fuckin' Mfs

## Vanjske poveznice
- Diskografija
- Službena stranica (MySpace)
- Mr. Madness na Partyflocku
- Mr. Madness na JD Bookingsu[neaktivna poveznica]
- Mr. Madness na Hardvolume Recordsu[neaktivna poveznica]
- Mr. Madness na SEUA (Swedish Underground Alliance)  Arhivirana inačica izvorne stranice od 4. ožujka 2016. (Wayback Machine)